# Хатидже-султан (дочь Мурада V)
Хатидже́-султа́н (тур. Hatice Sultan; 4 мая 1870, Стамбул — 13 марта 1938, Бейрут) — дочь османского султана Мурада V от его третьей жены Шаян Кадын-эфенди.

## Биография
Хатидже родилась 5 апреля или 4 мая 1870 года в Стамбуле, в павильоне (кёшке) Курбагалыдере́, Кадыкёй, служившим резиденцией наследника османского престола. Отцом девочки был шехзаде Мехмед Мурад-эфенди (будущий султан Мурад V), матерью — его третья жена Шаян Кадын-эфенди.
Хатидже родилась в правление дяди Мурада Абдул-Азиза, который запретил наследнику иметь больше одного ребёнка. Поскольку у Мурада уже был сын Мехмед Селахаддин-эфенди, родившийся 2 февраля 1861 года, когда стало известно о беременности Шаян Кадын-эфенди, к ней была послана акушерка, чтобы прервать беременность. Мураду удалось сохранить жизнь своему будущему ребёнку, однако существование девочки держалось в тайне до того времени, пока у Мурада не появилась ещё одна дочь — Фехиме-султан, родившаяся 4 июля 1875 года. Всего же помимо единокровных брата Мехмеда Селахаддина и сестры Фехиме у Хатидже было двое сестёр, также единокровных, — Фатьма и Алие, родившиеся уже после смещения Мурада с престола.
30 мая 1876 года в результате государственного переворота и смещения с трона Абдул-Азиза отец Хатидже взошёл на османский престол. К этому времени Мурад V уже страдал алкоголизмом и имел психические проблемы из-за страха быть убитым, появившемся у него в последние годы правления дяди. Вскоре после переворота домочадцы Мурада, в числе которых была и Хатидже, переехали в султанский дворец Долмабахче. Правление Мурада V было недолгим: три месяца спустя он был свергнут и 31 августа 1876 года с семьёй и слугами под конвоем был отправлен во дворец Чыраган, где провёл почти двадцать восемь лет.
В детстве Хатидже была весёлым ребёнком, а с возрастом стала поражать всех своим умом и богатым воображением. Как только Хатидже научилась читать, она увлеклась романами из библиотеки отца. Многие из них были на французском языке, которому Хатидже обучала бывшая калфа Джевхерриз Ханым-эфенди, ставшая позднее наложницей Мурада. Увлечение любовными романами заставило Хатидже жаждать скорейшего брака. Она даже заставила отца написать брату-султану Абдулхамиду II с просьбой подобрать старшим дочерям мужей. Абдулхамид согласился, при условии, что до заключения брака Хатидже и её сестра Фехиме покинут Чыраган и больше туда не вернутся. Первоначально желающих жениться на дочерях свергнутого и к тому же безумного султана не нашлось, и Абдулхамид сам подобрал племянницам женихов. Оба они не имели высокого положения, а титулы пашей получили только перед свадьбой.
Энтони Алдерсон называет первым мужем Хатидже Али Галиба-пашу, который позднее женился на Фехиме. Однако Алдерсон также отмечает, что о браке Хатидже с Али Галибом нет никаких данных в Готском альманахе, хотя он содержит данные о союзе паши и Фехиме-султан и двух других браках Хатидже. 12 декабря 1901 года она была выдана замуж за Али Васифа-пашу, от которого родила в 1902 году дочь Айше и с которым была разведена полтора года спустя. Брак Хатидже был расторгнут из-за скандала, связанного с ней и мужем её кузины Наиме Мехмедом Кемаледдином-пашой. Между Хатидже и Мехмедом Кемаледдином установилась любовная связь, когда Хатидже гостила в доме Наиме. Ходили слухи, что влюблённые даже собирались избавиться от Наиме, чтобы вступить в брак, однако были разоблачены. В 1904 году Наиме развелась с мужем, который был лишён титулов и должностей и выслан в Бурсу. Хатидже же, будучи членом династии, была прощена. В том же, 1904 году, от сахарного диабета умер отец Хатидже.
1 мая 1909 года Хатидже вступила в новый брак: её избранником стал служащий министерства иностранных дел Рауф Хайри-бей, сын Хайреддин-бея. Известно, что в этом браке родилась дочь Сельма (1914—1941), чья дочь Кенизе Мурад позднее стала автором романа о жизни Хатидже — «Из дворца в изгнание», и двух сыновей — Османа (1910—1911) и Хайри (1912 — ум. в 1950-х). В 1918 году Хатидже развелась с мужем.
В 1924 году, когда члены Династии были высланы из страны, Хатидже оказалась в изгнании в Бейруте, где и скончалась 13 марта 1938 года. Тело её было перевезено в Дамаск и захоронено при мечети Явуза Селима. Мать Хатидже, Шаян Кадын-эфенди, остававшаяся в Стамбуле, пережила дочь на семь лет и умерла в 1945 году.

## В культуре
- В канадо-турецком фильме «Женщины султана» (2012 года) роль Хатидже исполнила Мелике Гюнал Куртулмуш[22].
- В турецком историко-драматическом телесериале «Права на престол: Абдулхамид» (2017) роль Хатидже исполнила Гёзде Кая[23].